# Blanche Calloway
Blanche Calloway (* 9. Februar 1904 in Baltimore, Maryland; † 16. Dezember 1978 ebenda) war eine amerikanische Jazzsängerin, Bandleaderin und Komponistin des Swing. Sie gilt als eine der ersten Frauen, die ein rein männlich besetztes Orchester geleitet haben.

## Leben und Wirken
Blanche Calloway war die ältere Schwester des Sängers und Bandleaders Cab Calloway. Sie studierte Musik auf dem Morgan State College, das sie 1923 verließ, um sich einer Musikgruppe anzuschließen. Sie nahm seit Mitte der 1920er Jahre bis 1935 mit einer Vielzahl von Formationen Musik auf. Sie konkurrierte 1931 mit Andy Kirk um die Leitung seiner Band und bildete dann ihre Band, „Blanche Calloway and Her Joy Boys“, in der Musiker wie Pinetop Smith, Ben Webster, Clyde Hart, Cozy Cole sowie Mary Lou Williams mitwirkten. Gemeinsam mit den Orchestern von Kirk und Moten absolvierte sie 1931 mit den Joy Boys eine Ostküstentournee. Die Band, die auch unter dem Namen Fred Armstrong and His Syncopators aufnehmen musste, war für einige Zeit recht erfolgreich; Cozy Cole, der zweieinhalb Jahre bei Calloway blieb, schätzte die Combo damals als „großartig“ ein. Sie verlor Musiker an die Moten-Band und musste im Jahr 1938 ihr Orchester auflösen; sie arbeitete als Solo-Künstlerin weiter, dann mit einer Band im Howard Theater in Washington, D.C. Von den 1950ern bis in die 1970er Jahre arbeitete sie als Managerin für die Sängerin Ruth Brown, als Disc Jockey und später als Programmdirektorin des Senders WMBM in Florida.
Cab Calloway nannte sie als Grund für seinen Eintritt ins Show-Business. „Trotz ihres Talents und ihrer Leistungen erreichte sie weder den Erfolg ihres Bruders Cab noch die Popularität der reinen Frauen-Bands, die damals die Aufmerksamkeit des Publikums fesselten.“

## Diskographische Hinweise
- Blanche Calloway and her Joy Boys: Cab Calloway and Co. (RCA)[5]
- Ruben Reeves: The Complete Vocalion 1928-1930. (Timeless)
- Louis Armstrong: Louis Armstrong and the Blues Singers 1924-1930 (Affinity)

## Sekundärliteratur
- Linda Dahl: Stormy Weather. The Music and Lives of a Century of Jazzwomen. London: Quartet Books, 1984, ISBN 0-7043-2477-6
- Frank Driggs & Chuck Haddix Kansas City Jazz: From Ragtime to Bebop - A History. Oxford: Oxford University, 2005; ISBN 978-0-19-530712-2
- Richard Cook, Brian Morton: The Penguin Guide to Jazz on CD. 6. Auflage. Penguin, London 2002, ISBN 0-14-051521-6.